# Complete Clapton
Complete Clapton es un álbum recopilatorio del músico británico Eric Clapton, publicado por Reprise Records en octubre de 2007 para acompañar la publicación de su autobiografía, Clapton: The Autobiography. Al igual que con el recopilatorio Forty Licks de The Rolling Stones, cada disco fue recopilado por diferentes sellos discográficos: el primero, casi idéntico al recopilatorio The Cream of Clapton, por Polydor, y el segundo por Warner Bros. Records.
Complete Clapton debutó en el puesto 14 de la lista estadounidense Billboard 200, con 45 000 copias vendidas durante su primera semana.

## Lista de canciones
Todas las canciones compuestas por Eric Clapton excepto donde se anota.
| Disco uno |                                           |                                            |                                           |          |  |
| N.º       | Título                                    | Escritor(es)                               | Álbum original                            | Duración |  |
| 1.        | «I Feel Free» (Cream)                     | Pete Brown, Jack Bruce                     | Fresh Cream, 1966                         | 2:52     |  |
| 2.        | «Sunshine of Your Love» (Cream)           | Brown, Bruce, Eric Clapton                 | Disraeli Gears, 1967                      | 4:09     |  |
| 3.        | «White Room» (Cream)                      | Brown, Bruce                               | Wheels of Fire, 1968                      | 4:56     |  |
| 4.        | «Crossroads» (Live) (Cream)               | Robert Johnson                             | Wheels of Fire                            | 4:06     |  |
| 5.        | «Badge» (Cream)                           | Clapton, George Harrison                   | Goodbye, 1969                             | 2:40     |  |
| 6.        | «Presence of the Lord» (Blind Faith)      | Clapton                                    | Blind Faith, 1969                         | 4:46     |  |
| 7.        | «After Midnight»                          | J.J. Cale                                  | Eric Clapton, 1970                        | 3:06     |  |
| 8.        | «Let It Rain»                             | Bonnie Bramlett, Delaney Bramlett, Clapton | Eric Clapton                              | 5:03     |  |
| 9.        | «Bell Bottom Blues» (Derek & the Dominos) | Clapton                                    | Layla and Other Assorted Love Songs, 1970 | 5:00     |  |
| 10.       | «Layla» (Derek & the Dominos)             | Clapton, Jim Gordon                        | Layla and Other Assorted Love Songs       | 7:07     |  |
| 11.       | «Let It Grow»                             | Clapton                                    | 461 Ocean Boulevard, 1974                 | 4:54     |  |
| 12.       | «I Shot the Sheriff»                      | Bob Marley                                 | 461 Ocean Boulevard                       | 4:20     |  |
| 13.       | «Knockin' on Heaven's Door»               | Bob Dylan                                  | Sencillo, 1975                            | 4:22     |  |
| 14.       | «Hello Old Friend»                        | Clapton                                    | No Reason to Cry, 1976                    | 3:32     |  |
| 15.       | «Cocaine»                                 | Cale                                       | Slowhand, 1977                            | 3:32     |  |
| 16.       | «Lay Down Sally»                          | Clapton, Marcy Levy, George Terry          | Slowhand                                  | 3:47     |  |
| 17.       | «Wonderful Tonight»                       | Clapton                                    | Slowhand                                  | 3:38     |  |
| 18.       | «Promises»                                | Richard Feldman, Roger Linn                | Backless, 1978                            | 2:57     |  |
| 19.       | «I Can't Stand It»                        | Clapton                                    | Another Ticket, 1981                      | 4:07     |  |

| Disco dos |                                                   |                             |          |  |
| N.º       | Título                                            | Álbum original              | Duración |  |
| 1.        | «I've Got a Rock 'n' Roll Heart»                  | Money and Cigarettes, 1983  | 3:12     |  |
| 2.        | «She's Waiting»                                   | Behind the Sun, 1985        | 4:54     |  |
| 3.        | «Forever Man»                                     | Behind the Sun              | 3:11     |  |
| 4.        | «It's in the Way That You Use It»                 | August, 1986                | 4:10     |  |
| 5.        | «Miss You»                                        | August                      | 5:05     |  |
| 6.        | «Pretending»                                      | Journeyman, 1989            | 4:42     |  |
| 7.        | «Bad Love»                                        | Journeyman                  | 5:08     |  |
| 8.        | «Tears in Heaven»                                 | Rush, 1992                  | 4:31     |  |
| 9.        | «Layla» (Versión acústica)                        | Unplugged, 1992             | 4:38     |  |
| 10.       | «Running on Faith» (Versión acústica)             | Unplugged                   | 6:10     |  |
| 11.       | «Motherless Child»                                | From the Cradle, 1994       | 2:56     |  |
| 12.       | «Change the World»                                | Phenomenon, 1996            | 3:54     |  |
| 13.       | «My Father's Eyes»                                | Pilgrim, 1998               | 5:22     |  |
| 14.       | «Riding with the King» (B.B. King y Eric Clapton) | Riding with the King, 2000  | 4:23     |  |
| 15.       | «Sweet Home Chicago»                              | Sessions for Robert J, 2004 | 5:15     |  |
| 16.       | «If I Had Possession Over Judgment Day»           | Me and Mr. Johnson, 2004    | 3:26     |  |
| 17.       | «Ride the River» (J.J. Cale y Eric Clapton)       | The Road to Escondido, 2006 | 4:35     |  |

| Edición limitada de Barnes & Noble |                        |                      |                       |          |  |
| N.º                                | Título                 | Escritor(es)         | Álbum original        | Duración |  |
| 1.                                 | «Old Love»             | Clapton, Robert Cray | Journeyman            | 6:21     |  |
| 2.                                 | «Blues Before Sunrise» | Leroy Carr           | From the Cradle       | 2:58     |  |
| 3.                                 | «Milkcow's Calf Blues» | Johnson              | Me and Mr. Johnson    | 3:19     |  |
| 4.                                 | «Ramblin' On My Mind»  | Johnson              | Sessions for Robert J | 2:42     |  |

## Posición en listas
| Lista (2007–2015)                              | Posición |
| ---------------------------------------------- | -------- |
| Alemania (Media Control Charts)                | 41       |
| Australia (ARIA)                               | 38       |
| Austria (Ö3 Austria)                           | 20       |
| Bélgica (Ultratop flamenca)                    | 51       |
| Bélgica (Ultratop valona)                      | 20       |
| República Checa (ČNS IFPI)                     | 41       |
| Dinamarca (Hitlisten)                          | 19       |
| España (PROMUSICAE)                            | 17       |
| Estados Unidos (Billboard 200)                 | 14       |
| Estados Unidos (Digital Albums)                | 14       |
| Estados Unidos (Top Catalog Albums)            | 21       |
| Estados Unidos (Billboard Top Internet Albums) | 14       |
| Estados Unidos (Top Rock Albums)               | 5        |
| Países Bajos (Album Top 100)                   | 15       |
| Hungría (MAHASZ)                               | 25       |
| Irlanda (IRMA)                                 | 15       |
| Italia (FIMI)                                  | 33       |
| Corea del Sur (Gaon)                           | 14       |
| Nueva Zelanda (Recorded Music NZ)              | 14       |
| Noruega (VG-lista)                             | 5        |
| Portugal (AFP)                                 | 14       |
| Suecia (Sverigetopplistan)                     | 11       |
| Suiza (Schweizer Hitparade)                    | 32       |
| Reino Unido (UK Albums Chart)                  | 2        |
| Reino Unido (OCC Digital Albums)               | 17       |